# Marca registrada de la Unión Europea

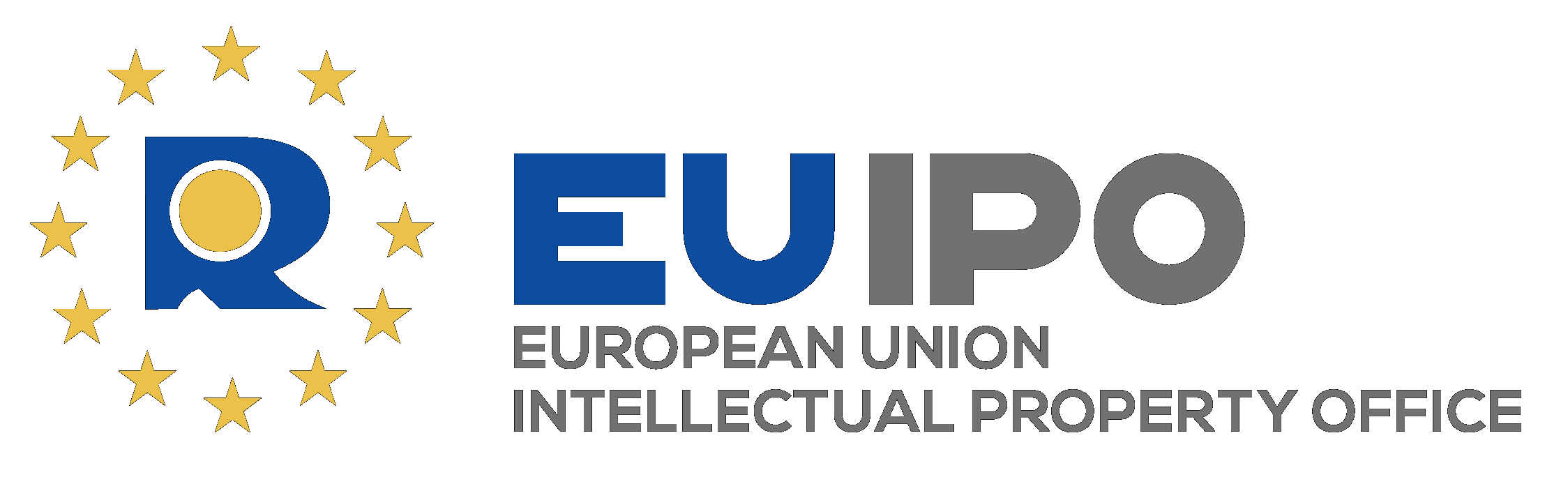
Logo de la Oficina de Propiedad Intelectual de la Unión Europea.

Una marca registrada de la Unión Europea, hasta el 23 de marzo de 2016 denominada marca comunitaria, es una marca que ha sido registrada o está pendiente de registro en la Unión Europea en su conjunto en lugar de a nivel nacional dentro de la UE.
El sistema de marcas de la UE crea un sistema unificado de registro de marcas en Europa, mediante el cual un solo registro proporciona protección en todos los Estados miembros de la UE. El sistema de marcas de la UE tiene carácter unitario; por lo tanto, una objeción contra una solicitud de marca de la UE en cualquier Estado miembro puede invalidar la solicitud en su totalidad, y el registro de una marca de la UE es oponible en todos los Estados miembros.
El sistema de marcas de la UE está administrado por la Oficina de Propiedad Intelectual de la Unión Europea (EUIPO), que tiene su sede en Alicante, España.

## Características
La marca de la UE otorga a su titular un derecho uniforme aplicable en todos los Estados miembros de la Unión Europea mediante un procedimiento único que simplifica las políticas de marcas a nivel europeo. Cumple las tres funciones esenciales de una marca a nivel europeo: identifica el origen de los productos y servicios, garantiza una calidad constante mediante la evidencia del compromiso de la empresa con el consumidor y es una forma de comunicación, una base para la publicidad.
La marca de la UE puede utilizarse como marca de fabricante, marca de productos de una empresa comercial o marca de servicio.

## Marcas colectivas
La marca de la Unión Europea también puede adoptar la forma de una marca colectiva: correctamente aplicada, la normativa que regula el uso de la marca colectiva garantiza el origen, la naturaleza y la calidad de los productos y servicios haciéndolos distinguibles, lo que beneficia a los miembros de la asociación o del organismo titular de la marca.

## Marcas de certificación
La marca de la UE también puede ser una marca de certificación, es decir, una marca que distingue productos o servicios certificados por el titular de la marca en cuanto a material, modo de fabricación de los productos o prestación de los servicios, calidad, precisión u otras características, con excepción del origen geográfico, de productos y servicios que no estén certificados de esa manera.

## Ventajas y desventajas
La marca de la UE se obtiene mediante su registro en el Registro de la EUIPO. Al registrarse, transferirse o caducar, su efecto se extiende a toda la UE. Tiene una validez de 10 años y puede renovarse indefinidamente. Las normas jurídicas aplicables son similares a las que aplican los Estados miembros a las marcas nacionales. Por lo tanto, las empresas se encontrarán en un entorno familiar, solo que a mayor escala.
Otra ventaja son las tasas. El coste inicial de presentar una solicitud de registro de una marca de la UE es mucho menor que el de presentar solicitudes nacionales por separado en todos los Estados miembros de la UE. A efectos de presentación, la ventaja económica de utilizar el sistema de MUE aumenta según el número de Estados miembros en los que el titular de la marca utilice o se proponga utilizar su marca. Si el titular de una marca solo va a vender productos o prestar servicios en menos de tres o cuatro estados miembros, debería considerar solicitar el registro en estos países en lugar de solicitar una marca de la UE.
Sin embargo, la ventaja económica de utilizar el sistema de marca de la UE se disipará rápidamente si una solicitud se rechaza por motivos que no se aplican en todos los Estados miembros (por ejemplo, tras una oposición basada en derechos nacionales anteriores en conflicto). Esto se debe a que, si bien el solicitante de una solicitud de marca de la UE denegada puede intentar solucionar la situación convirtiendo la solicitud en una o más solicitudes nacionales en Estados miembros de la UE donde no se aplican los motivos de denegación, no puede recuperar los costes de presentación de la solicitud de marca de la UE y debe reembolsar los gastos de presentación en cada país donde se convierta la solicitud.
Además, el creciente tamaño de la UE incrementa la probabilidad de que haya terceros que consideren que una solicitud de marca de la UE entra en conflicto con sus derechos de marca y se opongan a la solicitud.

## Historia
El concepto de marca de la UE se originó en 1964 en un borrador del «Convenio sobre el Derecho de Marcas Europeo». Sin embargo, hasta 1980 no apareció la primera propuesta de reglamento sobre la marca de la UE. Este reglamento entró en vigor con el Reglamento (CE) n.º 40/94 del Consejo, de 20 de diciembre de 1993, sobre la marca comunitaria.

Una marca de productos o servicios registrada de conformidad con las condiciones contenidas en el presente Reglamento y en la forma prevista en el mismo se denominará en lo sucesivo «marca comunitaria».

El 1 de abril de 1996 se tramitaron las primeras solicitudes de marca comunitaria y comenzó a funcionar el registro.